# Handelswechsel
Handelswechsel sind Wechsel, die zur Finanzierung von Wareneinkäufen oder erhaltenen Dienstleistungen dienen.

## Allgemeines
Warenlieferungen oder erbrachte Dienstleistungen können in bar bezahlt werden oder ihre Bezahlung kann durch den Lieferanten mit einem Zahlungsziel versehen werden. Durch letzteres gerät der Lieferant in die Rolle eines Kreditgebers, die mit einem Kreditrisiko verbunden ist. Falls der Lieferant dieses Kreditrisiko nicht unbesichert lassen will, stehen ihm für diesen Lieferantenkredit der Eigentumsvorbehalt an den gelieferten Waren und/oder die Absicherung durch einen Handelswechsel zur Verfügung. Der Handelswechsel wird in diesem Fall erfüllungshalber an den Lieferanten übergeben.

## Inhalt des Handelswechsels
Auf dem Wechselvordruck ist der Lieferant wechselrechtlich der Aussteller (Art. 1 Nr. 8 WG), der Debitor fungiert als Bezogener (Art. 1 Nr. 3 WG). Die verschärfte Haftung des Debitors liegt in der Wechselstrenge, da der Wechselprozess als Urkundenprozess größere Beweiserleichterungen für den Kreditor mit sich bringt. Somit handelt es sich beim Handelswechsel – wie bei anderen Wechselarten auch – um die Verbriefung einer Forderung, die dadurch auch verkehrsfähig gemacht wird. Üblicherweise ist die Wechselsumme höher als die zugrundeliegende Forderung, da der Lieferant Zinsen und weitere Kosten berücksichtigen kann.
Für den Käufer hat die Annahme (Akzept) eines Handelswechsel den Vorteil, dass er seine Lieferantenschuld erst später zahlen muss, also zu einem Zeitpunkt, an dem er gegebenenfalls seinerseits die gekaufte Ware bereits weiterveräußert oder -verarbeitet hat. Für den Verkäufer hat die Verbriefung seiner Lieferantenforderung mittels Handelswechsel den Vorteil, dass er den Wechsel als Zahlungsmittel einsetzen kann. Dies kann dadurch geschehen, dass er den Wechsel weitergibt (Indossament), um damit seinerseits Schulden zu bezahlen.

## Diskontkredit
Die Kreditinstitute hatten den Diskontkredit unter anderem mit der Bedingung verbunden, dass nur Handelswechsel mit einer Restlaufzeit von maximal 3 Monaten eingereicht werden durften. Ausgeschlossen waren somit Handelswechsel mit längeren Restlaufzeiten oder Finanzwechsel.
Der Diskontkredit hat im Kreditgeschäft der Kreditinstitute keine Bedeutung mehr, weil der Wegfall der Rediskontierungsmöglichkeit von Handelswechseln durch Kreditinstitute bei der Bundesbank im Januar 1999 das Diskontgeschäft zum Erliegen brachte. Zudem war der Wechsel aufgrund seiner Urkundeneigenschaft nicht maschinen- bzw. computerfähig und somit in seiner Abwicklung relativ personal- und kostenaufwendig.  